# Erik Mongrain
Erik Mongrain, né le 12 avril 1980 à Montréal, au Québec (Canada), est un guitariste et compositeur. Reconnu pour son style acoustique original, il exploite une technique de tapping à deux mains sur guitare électro-acoustique.

## Éléments biographiques
À l'âge de quatorze ans, Mongrain troque son goût du sport pour une guitare électrique. Il écoute alors des groupes et artistes rock tels que Metallica, Jimi Hendrix, Kurt Cobain. Puis il découvre l'œuvre de Bach; durant quatre ans, il apprend les rudiments du solfège en autodidacte et compose ses propres œuvres acoustiques. Les trois artistes l'ayant le plus influencé sont, d'après Mongrain lui-même, Michael Hedges, Preston Reed et Don Ross.
Durant cette période, il expérimente la complexe technique du lap-tapping, qui consiste à jouer la guitare posée sur les genoux, les deux mains réalisant alternativement ou en même temps mélodies et rythmiques en tapping. En utilisant cette méthode, il compose ses premières pièces, dont la plus connue, AirTap!. À vingt-et-un ans, c'est d'abord dans le métro et les rues de Montréal qu'il fait ses premières classes devant public : au Carré St-Louis, au parc La Fontaine et annuellement autour du site du Festival international de jazz de Montréal et chaque fois une foule l'entoure; des dizaines de fans se donnent rendez-vous où Erik a l'habitude de jouer.
Il part ensuite en voyage avec son sac à dos et sa guitare vers les États-Unis, puis en Europe. À Grenade (Espagne), un journaliste impressionné par sa technique et son talent lui consacre spontanément un article dans le journal Granada. Dès lors, on l'invite à jouer sur scène, dans des festivals et à la télévision.

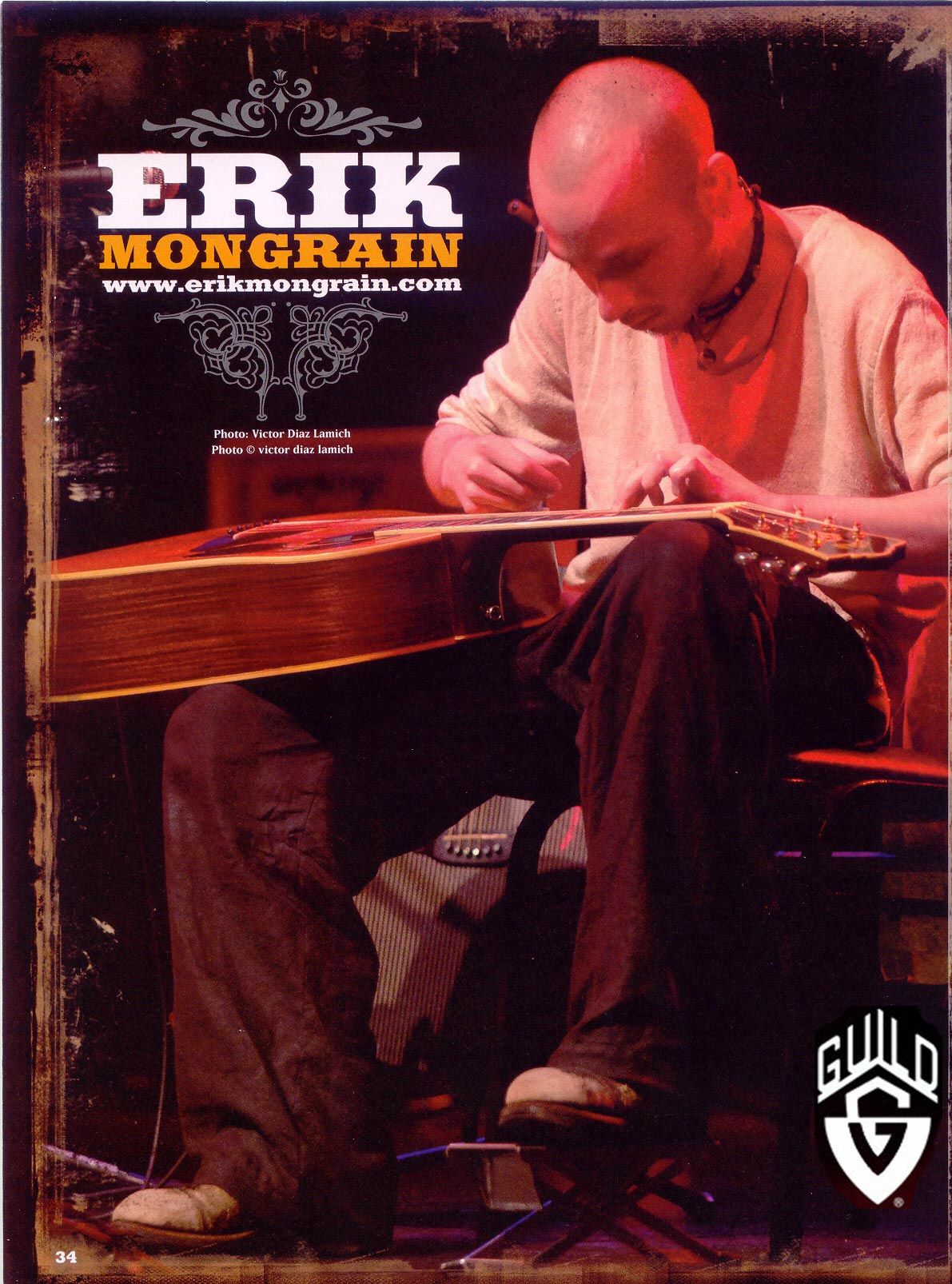
Couverture du catalogue « Guild » édition 2007.

Mongrain participe à l'émission populaire française « Un dimanche soir avec... » en accompagnant Lynda Lemay à la guitare. Un travail de collaboration s'installe alors entre Mongrain et la chanteuse québécoise; il compose la musique de certaines pièces pour son prochain album. Quelques mois plus tard, il est invité à l'émission de télévision « Les pourris de talent » diffusée sur les ondes de Musique Plus, où il est remarqué par Serge Fiori, ancien membre et fondateur du groupe culte québécois Harmonium. Fiori s'attarde aux arrangements et coécrit la pièce I Am Not, du futur album de Mongrain, Fates.
C'est à cette période que des vidéos de concerts sont diffusées sur la plateforme d'échange YouTube, ce qui contribue grandement à l'émergence de son succès mondial. Même sans album, on surnomme déjà Erik comme le « Eddie Van Halen du Québec ». La marque de guitare américaine Guild l'affiche ainsi en couverture de son catalogue promotionnel édition 2007.
En mars 2007 est diffusé sur internet son premier album Fates, dont la sortie physique est annoncée pour juin 2007 (mai pour le Japon). En plus d'avoir composé la trame musicale pour le jeune documentariste français Pierre Dejon et son film À l'écoute du loup, Mongrain participe aussi à la production musicale du film Everest Peace Project de Lance Trumbull, un projet documentaire international pour la paix endossé par le dalaï-lama.
Récemment, Erik est invité à la première de l'émission japonaise « World Music Heritage », animé par le célèbre duo Gontiti et qui prendra l'affiche sur le réseau national japonais (NHK) en mai 2007. Le tournage a eu lieu dans les rues de Montréal, ainsi que dans le chœur de l'Oratoire Saint-Joseph, hautement réputé pour la qualité de l'acoustique.
Mongrain prépare une tournée pour l'été 2008 qui le mènera dans plusieurs pays d'Europe, notamment en France, en Belgique, en Allemagne et au Royaume-Uni. Il sera aussi de passage dans sa province natale du Québec où il sera sur les scènes de plusieurs villes. À noter qu'un projet en collaboration avec iVideoSongs donnera l'occasion de produire quatre vidéoclips, dont sa dernière composition Équilibrium.

## Travail actuel

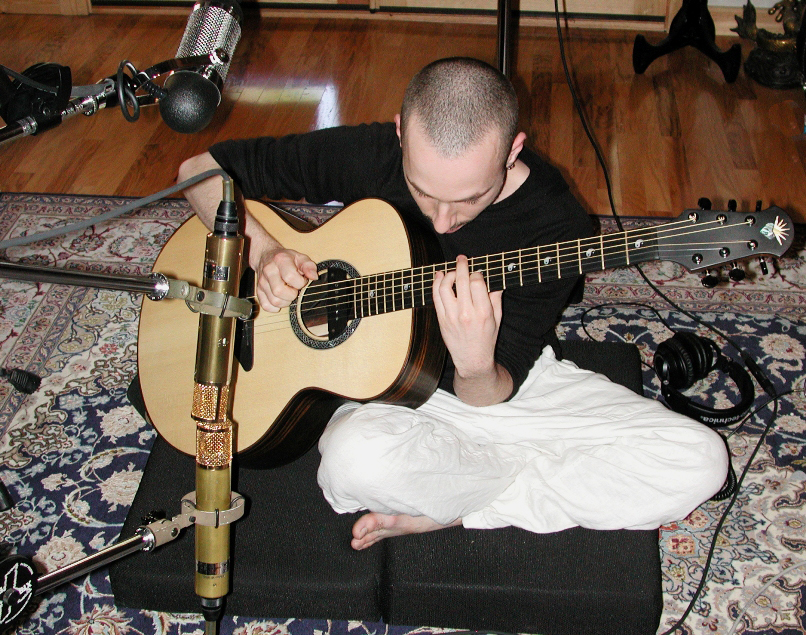
L'enregistrement de l'album Equilibrium au studio de Paul Reed Smith.

Le 21 octobre 2008, Erik Mongrain lancera son deuxième album qui comprend 9 nouvelles compositions et qui portera le titre de « Equilibrium ». La pièce titre de l'album est une ode à l'équilibre humain et planétaire. L'album fut enregistré en juillet 2008 dans les studios The Dragon Crossing, espace d'enregistrement personnel de Paul Reed Smith (PRS Guitar), situé à Annapolis dans l'État du Maryland, aux États-Unis. Mongrain est entouré de musiciens chevronnés tels que Michael Manring à la Basse fretless et de Bill Plummer aux synthétiseurs.
L'album sera lancé live sur le site officiel de Mongrain (en streaming) le 21 octobre 2008 à midi dans le fuseau horaire UTC-5 (New York/Montréal). On pourra y voir également une entrevue exclusive avec l'artiste.

## Discographie
- Forward (2012)
- Equilibrium (2008)
- Fates (2006)
- Un paradis quelque part (2005)
- Les Pourris de talent (2005)

### Médias
- Erik Mongrain - AirTap!
- Erik Mongrain - Fusions
- Erik Mongrain - Timeless
- Erik Mongrain - I Am Not
- Erik Mongrain - PercussienFa
- Erik Mongrain - The Silent Fool
- Erik Mongrain - A Ripple Effect